# Creuer (vaixell de guerra)

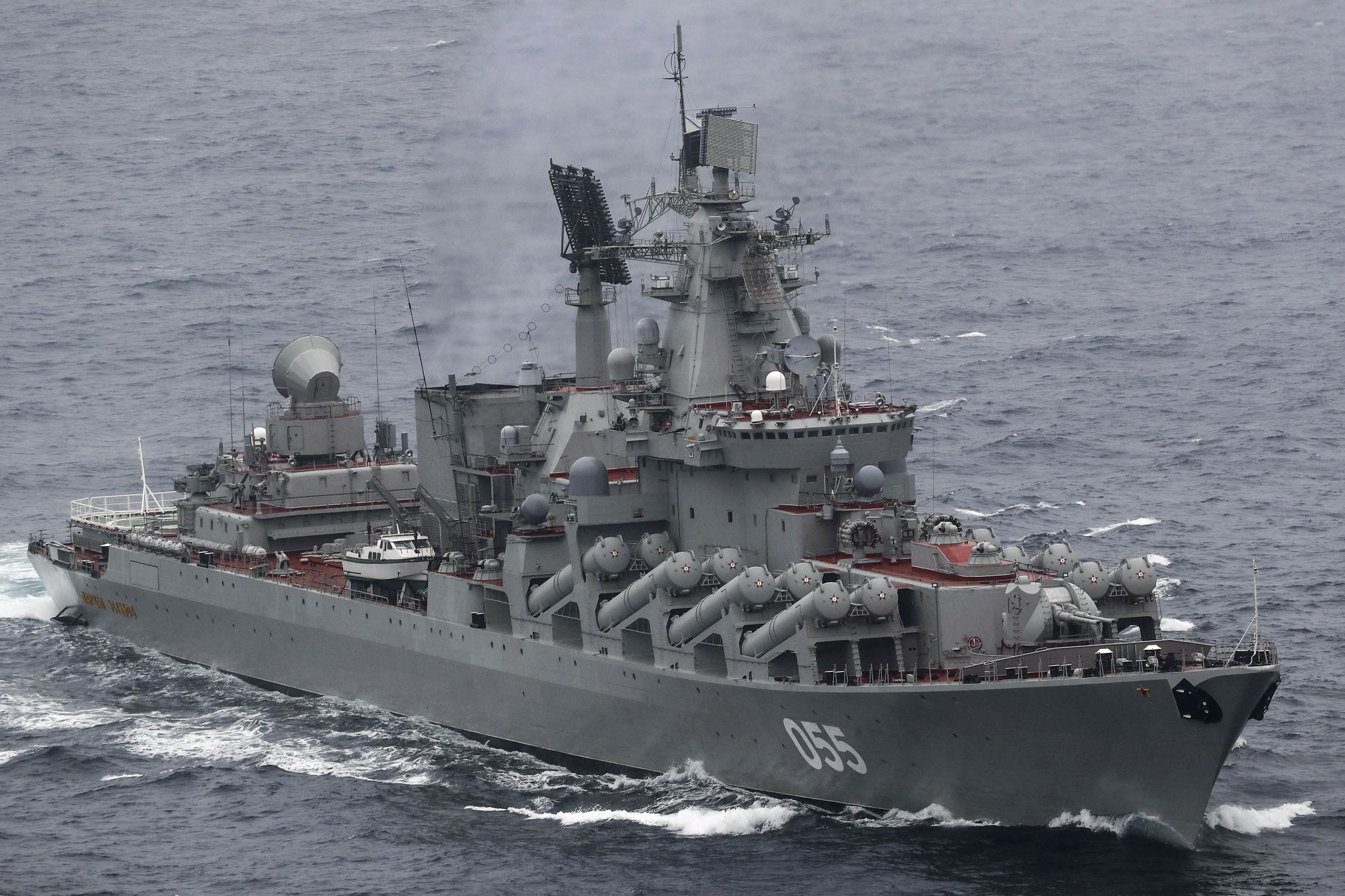
Cruer llança-míssils de la classe Slava

Un creuer és tipus de vaixell militar de mida considerable, caracteritzat pel fet que pot operar de forma independent de la flota durant llargues travessies o creuers (d'aquí en prové el nom). S'han utilitzat bàsicament des de la fi del segle xix fins a finalitzar la Guerra Freda, amb un paper destacat a les dues Guerres Mundials. Originalment eren utilitzats per atacar el comerç marítim o actuar a les llunyanes colònies. Amb el progrés de la tecnologia naval i militar van perdre la major part de la seva utilitat, relegats a tasques d'escorta de la flota i, més tard, d'atac amb míssils. Avui en dia han estat substituïts en gran part per destructors especialitzats.
Durant l'evolució d'aquest tipus de nau de guerra se'n poden distingir diversos tipus com el creuer cuirassat, el creuer lleuger, el creuer de batalla, el creuer auxiliar, el creuer pesant o el creuer llançamíssils.

## Seglesxviiixviii: Els orígens
El terme creuer es va començar a utilitzar habitualment al segle xvii per referir-se a un vaixell de guerra. S'anomenava així per la funció que tenia (fer creuers, patrulles que implicaven llargues travessies) i no pas per ser una nau amb unes característiques determinades. Tot i això el terme també es començà a utilitzar per a referir-se a vaixells útils per aquesta funció amb qualitats com la velocitat i la poca eslora, en contraposició als grans i pesants "vaixells de línia" utilitzats llavors per a les missions de gran abast.
Durant el segle xviii les fragates van ser el principal tipus de vaixell de guerra utilitzat com a creuer. Les fragates eren vaixells de guerra petits, ràpids, amb una gran autonomia i lleugerament armats utilitzats per missions d'exploració, portar missives i atacar els mercants enemics.

## Seglexix: Desenvolupament

### Propulsió a vapor
Al segle xix la propulsió a vapor es va generalitzar a tots els vaixells de guerra. Aquests creuers amb propulsió a vapor podien ser tant vaixells amb buc d'acer com fragates o corbetes sense blindatge, la majoria de les quals tenia una propulsió mixta amb veles i calderes de vapor.
Els primers cuirassats encara s'anomenaven fragates, ja que només disposaven d'una coberta amb artilleria. Tot i això tenien més potència de foc que no les gran naus de línia amb tres o més cobertes amb armament. La marina francesa va ser la primera a disposar de cuirassats més petits per a utilitzar a les colònies. Aquests s'anomenaren creuers cuirassats, el primer dels quals va ser el Belliqueuse, botat el 1865.
A la dècada de 1870, altres nacions van començar a produir naus cuirassades dissenyades per a patrulles i atacs al comerç, per tant ràpides i amb gran autonomia. Aquestes naus s'anomenaven creuer protegit. Fins al final del segle xix aquests vaixells de guerra encara es construïen amb pals amb velam complet, per navegar en cas d'escassetat de carbó.
Fins a final del segle xix diversos vaixells de guerra no cuirassats van ser utilitzats com a creuers. Això era degut al fet que el blindatge pesant limitava molt l'autonomia a vapor (degut al seu gran pes) i això entrava en contradicció amb la necessitat dels creuers de servir en llargues patrulles a les llunyanes colònies. L'armament amb què hom equipava aquests vaixells de guerra acostumava a ser modern, amb munició explosiva, tot i que el menor calibre dels canons i el blindatge més lleuger feia que no es poguessin enfrontar als cuirassats.

### Bucs i blindatges d'acer

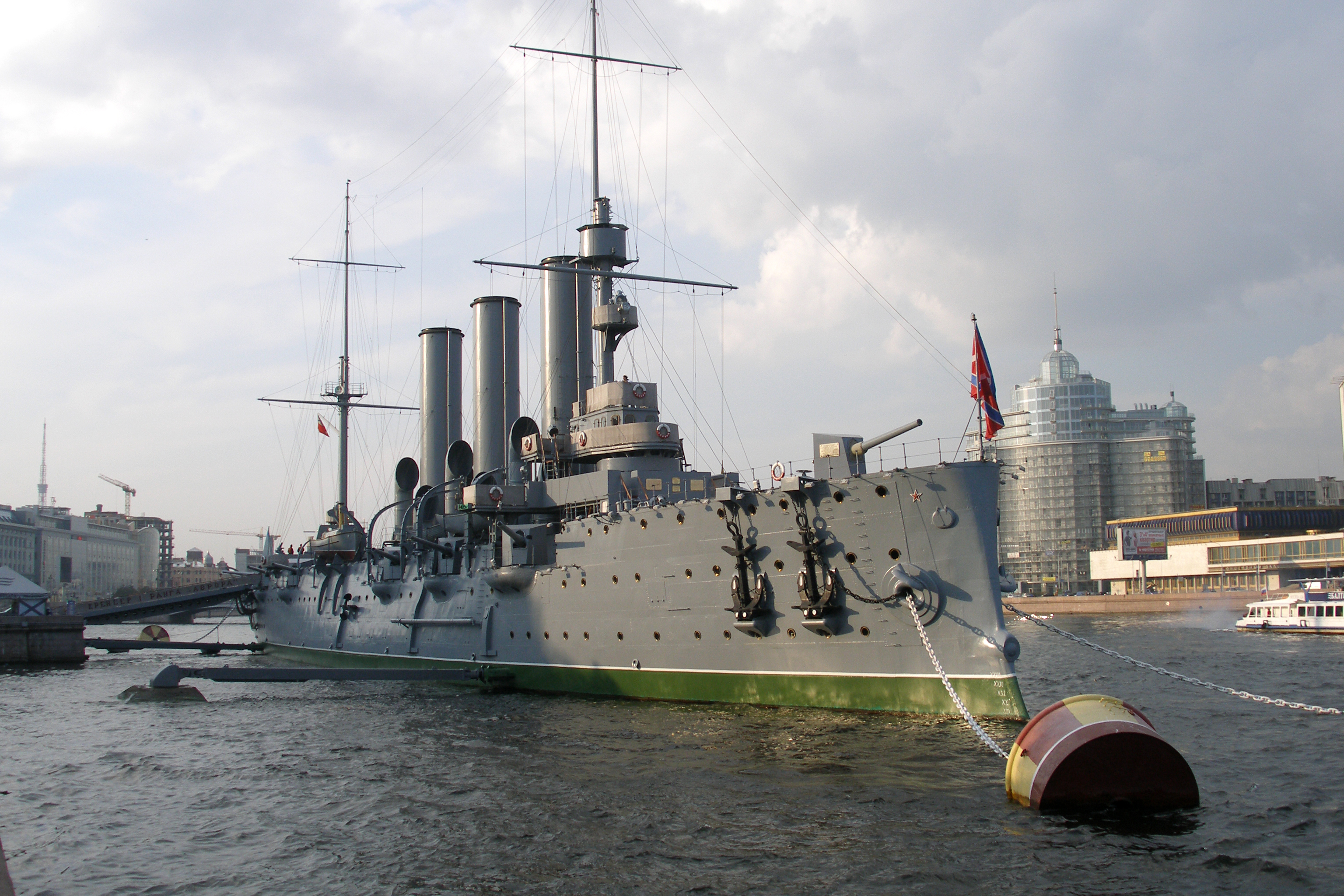
El creuer protegit rus Aurora

Cap al 1880 els enginyers navals van començar a utilitzar acer com a material tant per als bucs dels vaixells com per a l'armament. Els creuers d'acer podien ser més lleugers i ràpids que els anteriors construïts amb ferro i fusta. L'acer també permetia oferir una protecció necessària per als combats navals, ja que el blindatge realitzat amb aquest material oferia major protecció amb menor pes. A més els nous dissenys situaven els dipòsits de carbó als costats del vaixell, protegint la maquinària interior i les municions dels impactes dels projectils enemics. Aquestes innovacions permetien una protecció acceptable sense sacrificar la velocitat necessària.
En aquell moment la coneguda com a Jeune école (escola naval i estratègia homònima originària de França) va difondre les bondats d'una flota de creuers ràpids amb un blindatge lleuger d'acer, aquest eren ideals per atacar el comerç enemic, mentre que les llanxes llança-torpedes podien destruir els cuirassats enemics.

### Una nova arma: Els torpedes

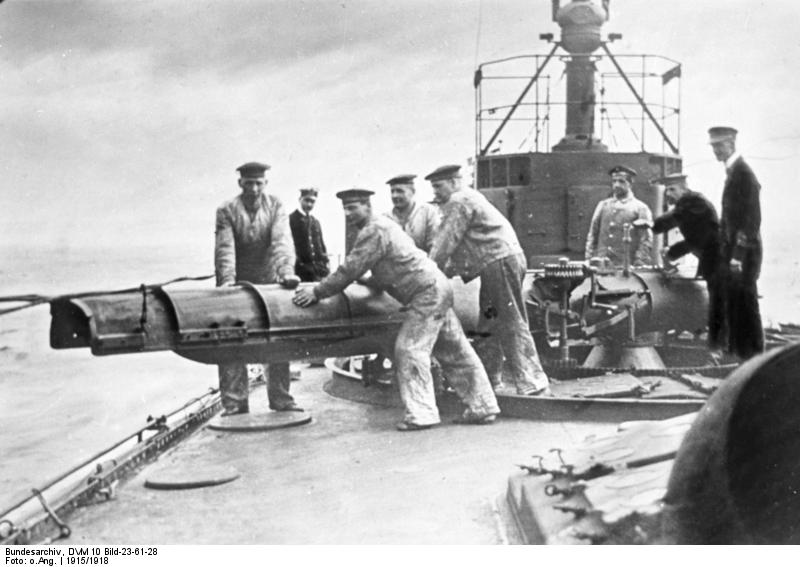
Llançament d'un torpede al 1915 durant la Primera Guerra Mundial

El creuers de torpedes eren petits creuers sense blindatge que es construïren en gran nombre des de 1880 cap a la fi del segle xix. Podien assolir velocitats de fins a 20 nusos –molt ràpides per l'època— i estaven armats amb torpedes i canons de calibres mitjans o petits. La seva missió principal eren les patrulles, l'exploració i la transmissió de senyals (la ràdio encara no estava generalitzada), també podien actuar com a vaixells de comandament de d'esquadres de llanxes llança-torpedes. A partir del 1900 s'abandonà aquest tipus de creuers a favor de dissenys més grans i ràpids, amb millors qualitats marineres i armament més potent.

## 1900 a 1918: Evolució i Primera Guerra Mundial
A principis del segle xx s'esdevé una revolució en el disseny dels vaixells de guerra. L'any 1905 després dels resultats de la batalla de Tsushima entre les flotes russa i japonesa es van evidenciar els avantatges dels canons de gran calibre. Altres innovacions tècniques van permetre el desenvolupament de vaixells més ràpids i amb més potència: les torretes podien permetre que tots els canons principals disparessin alhora i l'ús de les turbines de vapor va augmentar considerablement la seva velocitat. Aquestes innovacions van deixar desfasats als antics creuers cuirassats, més lents i que comptaven amb pocs canons de gran calibre que, a més, tenien una cadència de tir molt menor a la de l'artilleria naval instal·lada en les noves naus de guerra.

### Primera Guerra Mundial
Durant els anys previs a la Primera Guerra Mundial, les marines de guerra dels diversos països van construir un gran nombre de creuers de tipologies diverses, des de diversos creuers lleugers per a servir en les colònies fins als grans creuers de batalla destinats a lluitar al costat dels cuirassats del tipus Dreadnought. També es van modificar diversos vaixells de passatgers i mercants per poder-hi instal·lar armes i servir com a creuer auxiliar, vaixell destinat a atacar els mercants enemics en la guerra de cors tal com ho havien fet en l'època dels vaixells de vela els corsaris.
De la guerra naval que tingué lloc durant la Primera Guerra Mundial cal destacar la gran batalla naval de Jutlàndia i la guerra de cors que realitzaran els creuers lleugers i creuers auxiliars alemanys com l'SMS Emden.

## 1919 al 1945: Entre guerres i Segona Guerra Mundial

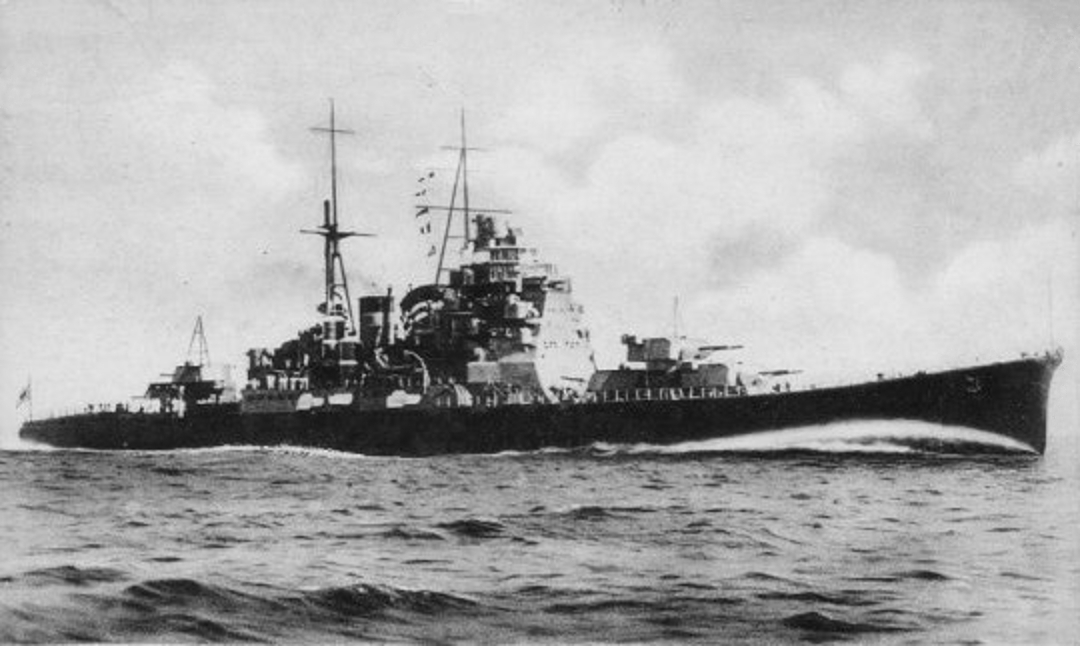
El creuer pesant japonès Maya, de la classe Takao, en servei durant la Segona Guerra Mundial

Durant les dècades de 1920 i 1930 la construcció de nous vaixells de guerra estava limitada per tractats internacionals establerts per evitar una carrera naval armamentística. El tractat més important va ser el tractat naval de Washington de l'any 1922. Aquest establia restriccions als vaixells de guerra, en el cas de creuers de nova construcció havien de tenir un desplaçament de no més de 10.000 tones i un armament d'un calibre màxim de 8 polzades (203 mm). Diverses marines van encarregar creuers que s'ajustaven a aquests màxims permesos. L'any 1930 el tractat naval de Londres va establir la distinció entre creuers lleugers (amb canons de calire de, com a màxim, 130 mm) i els pesants (amb canons de calibre fins a 155 mm). El segon tractat de Londres, el 1936, no va tenir èxit en la intenció de limitar els nous vaixells de guerra, ja que ni el Japó ni Alemanya el van signar. De fet aquests països ja es trobaven de ple en el rearmament que portaria previ a la Segona Guerra Mundial.

### Creuers pesants
Els creuers pesants es distingien per ser uns vaixells de guerra dissenyats per tenir una gran autonomia, velocitat i un armament amb un calibre d'uns 200 mm. Els primers es van construir el 1915 tot i que no es van generalitzar fins després de la Primera Guerra Mundial. Es tracta d'un desenvolupament a partir del model de creuer lleuger amb major desplaçament i capacitat de combat. Aquest tipus de creuers es van utilitzar intensament durant la Segona Guerra Mundial i van continuar en servei en la postguerra.

### Elcuirassats de butxacaalemanys
Alemanya va construir la classe Deutschland. Eren creuers pesants, anomenats Panzerschiffe (és a dir, 'vaixell blindat'), construïts entre 1931 i 1934 per la Kriegsmarine en compliment de les restriccions establertes pel Tractat de Versalles. Es caracteritzaven per tenir l'eslora d'un creuer però amb un blindatge i armament molt superior als dels creuers pesants d'altres marines de guerra. Ideats com a vaixells corsaris, per destruir els mercants enemics, van participar activament en la Segona Guerra Mundial.

## Segona meitat del segle XX: la Guerra Freda
L'ús intensiu d'avions en els combats navals durant la Segona Guerra Mundial va demostrar que les operacions en solitari o en petites esquadres de vaixells de guerra ja no eren possibles a causa de la vulnerabilitat davant els atacs aeris. Això va portar fer que les marines establissin grans esquadres de naus amb rols especialitzats: portaavions, atac antisubmarí, atac antiaeri, desembarcament, etc. Això va deixar desfasats els grans vaixells de guerra polivalents anteriors, com els cuirassats i la majoria de creuers.
A la Marina soviètica, els creuers constituïen el fonament de les esquadres de combat. Des de la fi de la dècada dels 40 i inici dels 50 del segle xx es van construir creuers de gran desplaçament i calibre d'artilleria. Tot i això es van substituir ràpidament per creuers llançamíssils preparats tant per a atacs de superfície i contra altres vaixells com per a la defensa antiaèria. La classe Kirov, en servei des dels anys 70, és la moderna d'aquests tipus de creuers pesants.

## Darrers creuers en servei

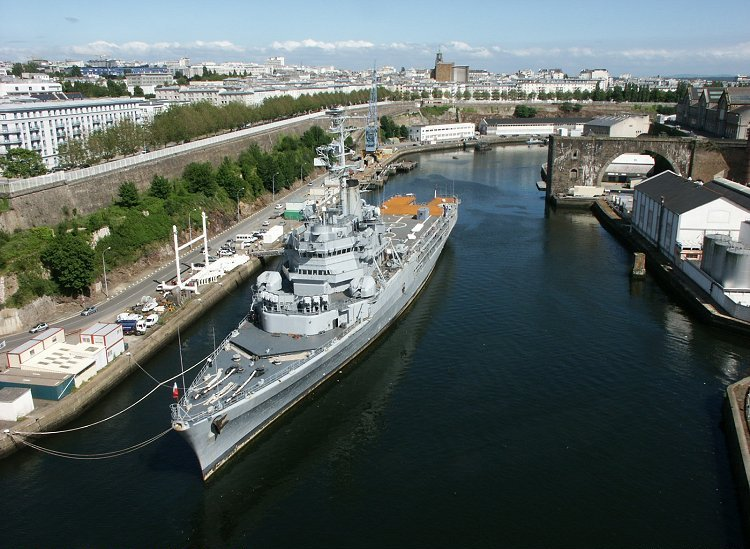
El Jeanne d'Arc va ser el darrer creuer de la marina francesa, i l'últim creuer portahelicòpters en servei.

Aquests són els creuers operatius que queden actualment en diverses marines del món:
- Marina dels Estats Units d'Amèrica:[6]
  - 22 x creuers llançamíssils de la classe Ticonderoga.
- Marina russa: 
  - 1 x creuer llançamíssils de la classe Kirov
  - 2 x creuers llançamíssils de la classe Slava, en disposava de 3 però el creuer Moskvà va ser enfonsat el 14 abril de 2022 durant l'invasió russa d'Ucraïna del 2022.[7]

### Retirats recentment
- Marina francesa: El creuer portahelicòpters Jeanne d'Arc (actualment utilitzat com a vaixell d'entrenament) va ser retirat l'1 de setembre de 2010.[8]
- Armada peruana: L'Almirante Grau, un creuer de la classe De Zeven Provinciën, modernitzat a finals del 80 amb míssils guiats; va ser el darrer gran creuer amb artilleria naval com a armament principal.